# Gelis stevenii
Gelis stevenii là một loài tò vò trong họ Ichneumonidae.